# Maranathakerk (Amsterdam)
De Maranathakerk is een gebouw in Amsterdam-Zuid.

## Geschiedenis
De Nederlands Hervormde gemeente in Amsterdam-Zuid was al voor de Tweede Wereldoorlog (circa 1938) bezig een kerk te laten bouwen in deze snel groeiende wijk van Amsterdam; de Rivierenbuurt. De start van de bouw werd opgepakt in 1953, maar aanvang van de daadwerkelijke bouw vond “pas” plaats in 1954 op een braakliggend terrein daar waar de Hunzestraat, Kuinderstraat en Uiterwaardenstraat in de Rivierenbuurt samenkomen. Het moment wordt herdacht met een gedenksteen met de tkest: 
Maranathakerk
tot opbouw der
Gemeente van Christus
Gedenksteen geplaatst op 25 september 1954
In de tussentijd moesten diensten gehouden worden in een gymnastieklokaal in de Geulstraat en indien nodig in de tramremise aan de Lekstraat/Kromme Mijdrechtstraat. Architecten Johan Hendrik Groenewegen en Hans Mieras (1921-1997) kwamen met een gebouw dat paste binnen de reformatorische centraalbouw. Het werd een voor de buurt opvallend kerkgebouw. Het heeft een zeshoekige structuur en hoewel een kerktoren ontbreekt is het direct als kerk te herkennen. Het zeshoekige uiterlijk kan men ook vinden in de eeuwenoude Marekerk in Leiden. Drie van de zesvlakken zijn (bijna) geheel opgetrokken uit baksteen, de drie andere bevatten grote glaspartijen. Om de kerkgangers rust te bieden zitten zij met de rug naar de glasvlakken toe. Het geheel werd gebouwd onder een tentdak; het kreeg dan ook de bijnaam badhuis. De kerkzaal bood in beginsel plaats aan 560 mensen; indien men meer ruimte nodig had kon men de ontspanningszaal bij de dienstruimte betrekken (schuifwand). Aan het gebouw zijn twee lagere vleugels gebouwd; voor elke wijkgemeente een. De verwachting was dat de kerk in februari 1955 zou openen, maar in augustus van dat jaar was men nog bezig met de afbouw.
In juni 1956 kwam er opnieuw een tegelzetter. Hij zette in die zomer een mozaïektableau onder de titel van Levensboom naar ontwerp van Raymond Both op de noordoostelijke bakstenen wanden. Het gebouw valt zoals eerder gezegd op door de zeskantige plattegrond, maar ook door de deels vrij hangende luifel bij de entree. De Maranathakerk was vanaf 1955 tot 1998 in gebruik van die hervormde wijkgemeente.
Van 1999 tot 2014 maakte de rooms-katholieke parochie Sint Thomas van Aquino gebruik van de kerk. Deze had in de voorafgaande jaren afscheid genomen van de Thomas van Aquinokerk in de Rijnstraat, welke uiteindelijk in 2005 gesloopt werd om plaats te maken voor woningbouw. De naam Maranathakerk bleef gehandhaafd. In 2014 kon die parochie terug naar de Rijnstraat op een aanmerkelijk bescheidener plek.
Daarna is er kinderopvang in het gebouw gekomen, in de vorm van een kinderdagverblijf (KDV) en naschoolse opvang (NSO), van de organisatie KleintjeZuid.
Sinds 13 september 2011 is het gebouw een gemeentelijk monument van Amsterdam.

## Orgel
In de kerk is in 1959 een drie-klaviers orgel gebouwd van D.A. Flentrop uit Zaandam. De (moderne) orgelkas was al door de architecten Groenwegen en Mieras ontworpen. Dit orgel is zowel door de hervormden als door de katholieken gebruikt.
In 2014 is het orgel verkocht aan de Hersteld Hervormde gemeente in Ouderkerk aan de IJssel. Het orgel is in 2017 opgebouwd in het nieuwe kerkgebouw van deze gemeente met een nieuwe (klassieke) orgelkas door J.L. van den Heuvel.

## Andere Maranatha in Amsterdam
In Amsterdam is ook het Nederlandse christelijke kerkgenootschap Maranatha Ministries actief, een pinkstergemeente. Hun belangrijkste plek van samenkomst is ook in Amsterdam, in de Bethelkerk in Amsterdam-West.

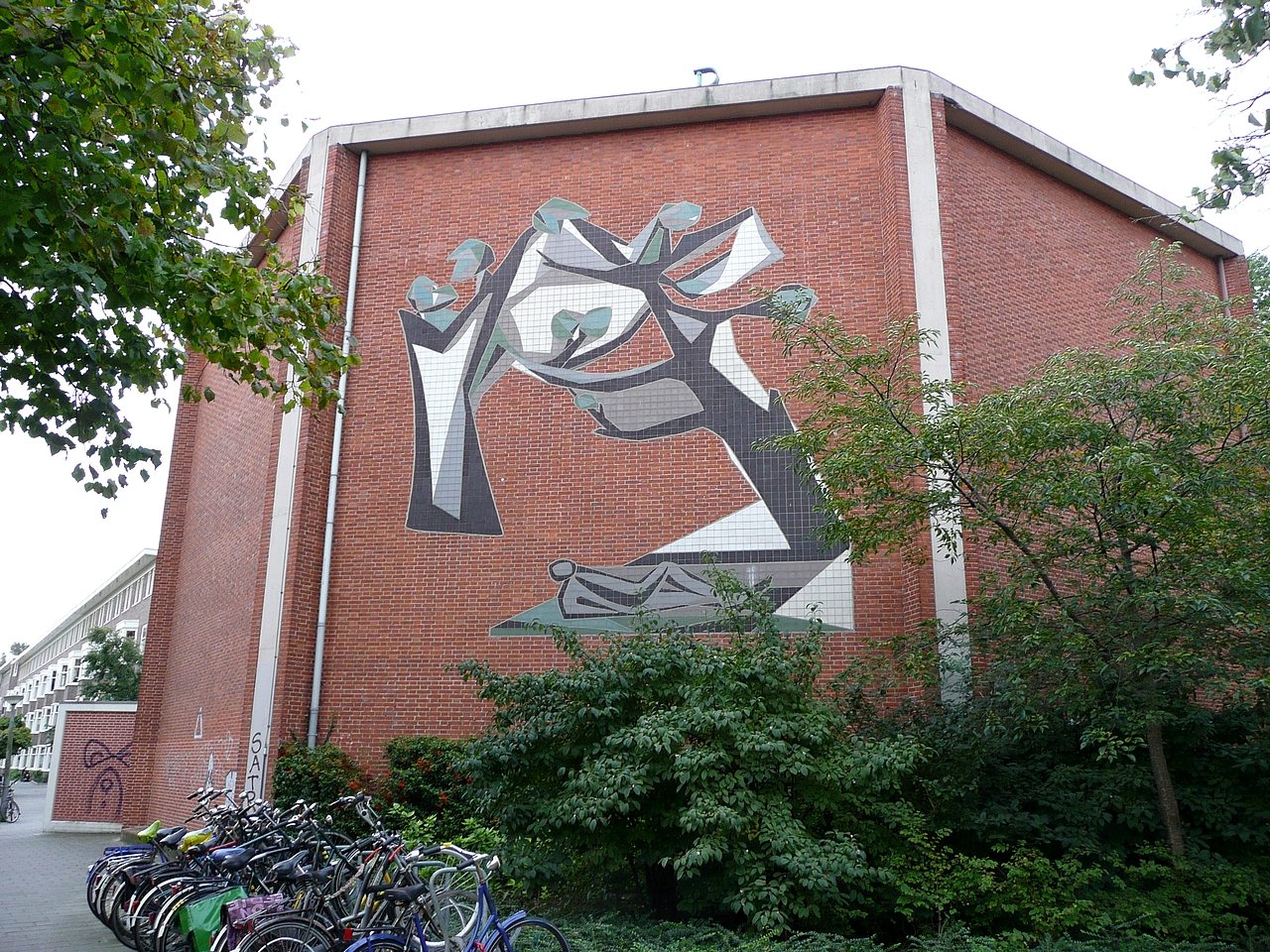
Noordoostelijke muur met mozaïek (september 2008)

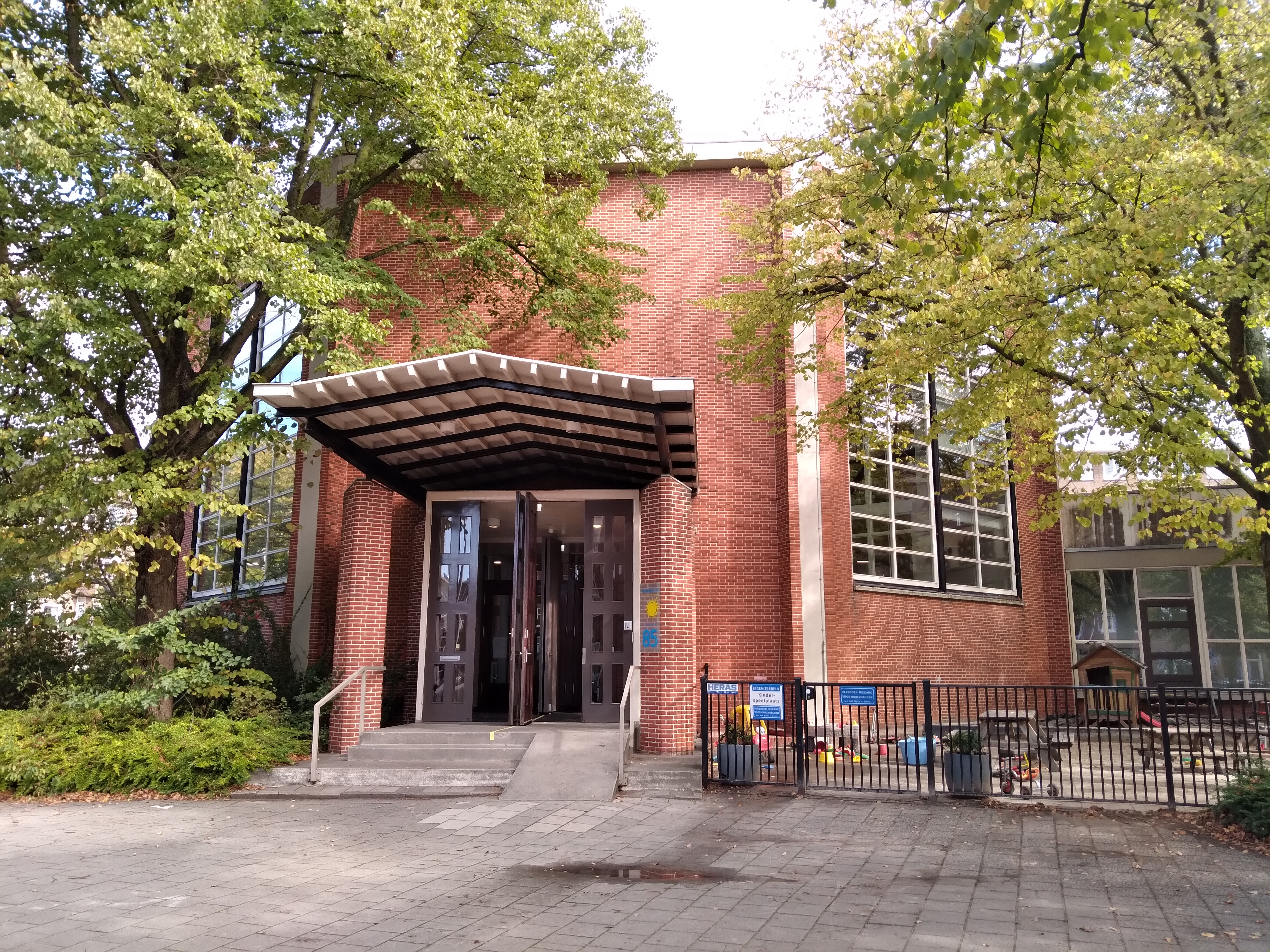
Luifel (september 2020)